# Trooping the Colour

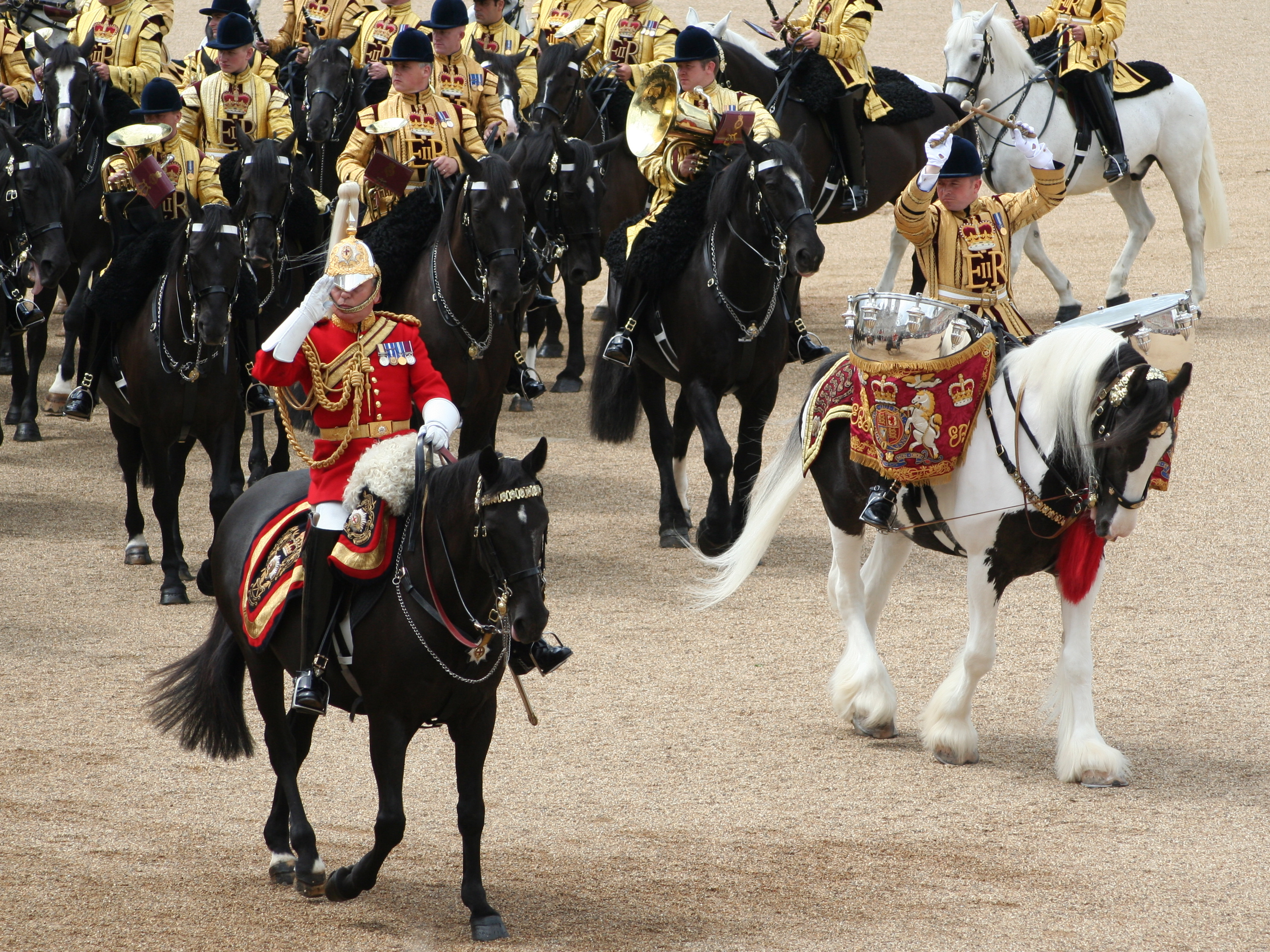
Bandas montadas da Casa de Cavalaria no Trooping the Colour de 2007.

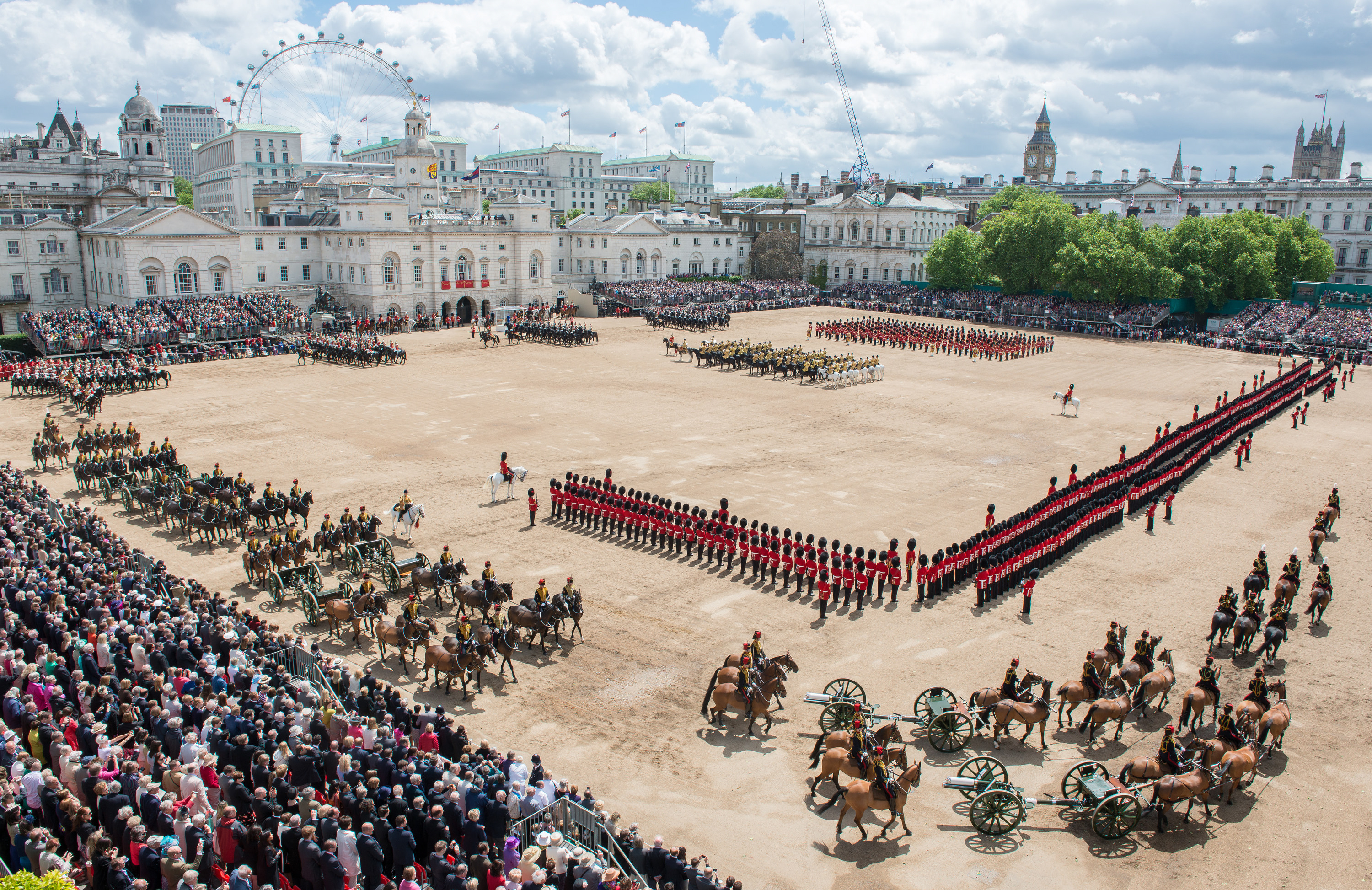
A cerimônia, em 2013.

Trooping the Colour (em português:  "desfile em parada às cores regimentais", em que "cores" se refere aos estandartes) é uma cerimônia realizada pelos regimentos militares britânicos e dos exércitos dos Reinos da Comunidade das Nações. Tem sido uma tradição da infantaria britânica desde o século XVII, embora as raízes possam ser mais antigas. Em campos de batalha, as cores de um regimento  ou de suas bandeiras, eram usados como referência para reuniões.
Desde 1748 a Trooping the Colour também marca o aniversário oficial do soberano britânico.  É realizado na cidade de Londres anualmente no segundo sábado de junho na Horse Guards Parade de St. James's Park, e coincide com as homenagens de aniversário. Entre o público estão grande parte dos membros da família real britânica, convidados, pagantes e o público em geral. O evento e a cerimônia colorida, também conhecida como "Cortejo de Aniversário do Rei", é transmitida ao vivo pela BBC.
O rei atravessa o The Mall após sair do Palácio de Buckingham em procissão real com a escolta do soberano da Household Cavalry (também conhecidos como "Foot Guards" ou "Horse Guards"). Depois de receber uma saudação real, ele inspeciona suas tropas da divisão da Cavalaria, tanto os soldados a pé como os cavaleiros. A King's Troop também está presente na ocasião. Cada ano, um dos regimentos Foot Guards é selecionado para marchar sua cor de tropa através das fileiras de guardas. Então, toda a assembléia da Casa de Cavalaria realiza um desfile em torno do rei, que recebe sua saudação a partir de uma bancada. As tropas montadas realizam uma caminhada de marcha de depois uma cavalgada, sendo que a King’s Troop apresenta suas armas.
A música é tocada por um grande grupo de soldados a pé e da guarda montada da Casa de Cavalaria, juntamente com um Corpo de Bateria e, ocasionalmente, flautistas, totalizando cerca de 400 músicos.
No regresso ao Palácio de Buckingham, o rei assiste a outro desfile que ocorre fora dos portões do castelo. Na sequência, uma saudação de 41 tiros é realizada pela King’s Troop no Green Park, sendo que o rei depois se dirige junto com a família real britânica à varanda do palácio para saudar o público e posar para uma sessão fotográfica aberta coletiva ocorrida na varanda principal do palácio; onde todos assistem ao sobrevoo dos aviões da Força Aérea Real Britânica.

## Cores / Bandeiras Regimentais
As cores (bandeiras) regimentais personificam o espírito e o serviço, bem como seus soldados fatais. A perda de uma cor (bandeira), ou a captura de uma cor (bandeira) inimiga, eram, respectivamente, consideradas a maior vergonha, ou a maior glória no campo de batalha. Consequentemente, cores regimentais são venerados por oficiais e soldados de todas as classes, perdendo apenas para as cores do soberano.
Apenas batalhões de regimentos de infantaria da linha de frente carregam as cores; as cores da Artilharia Real, por exemplo, são suas armas. Regimentos com rifles não formam uma linha e, portanto, nunca carregam cores; seu símbolo de honra na batalha é representada por seus tambores. A exceção a esta é a Honourable Artillery Company que têm tanto cores quanto armas.

## Aniversário de Estado

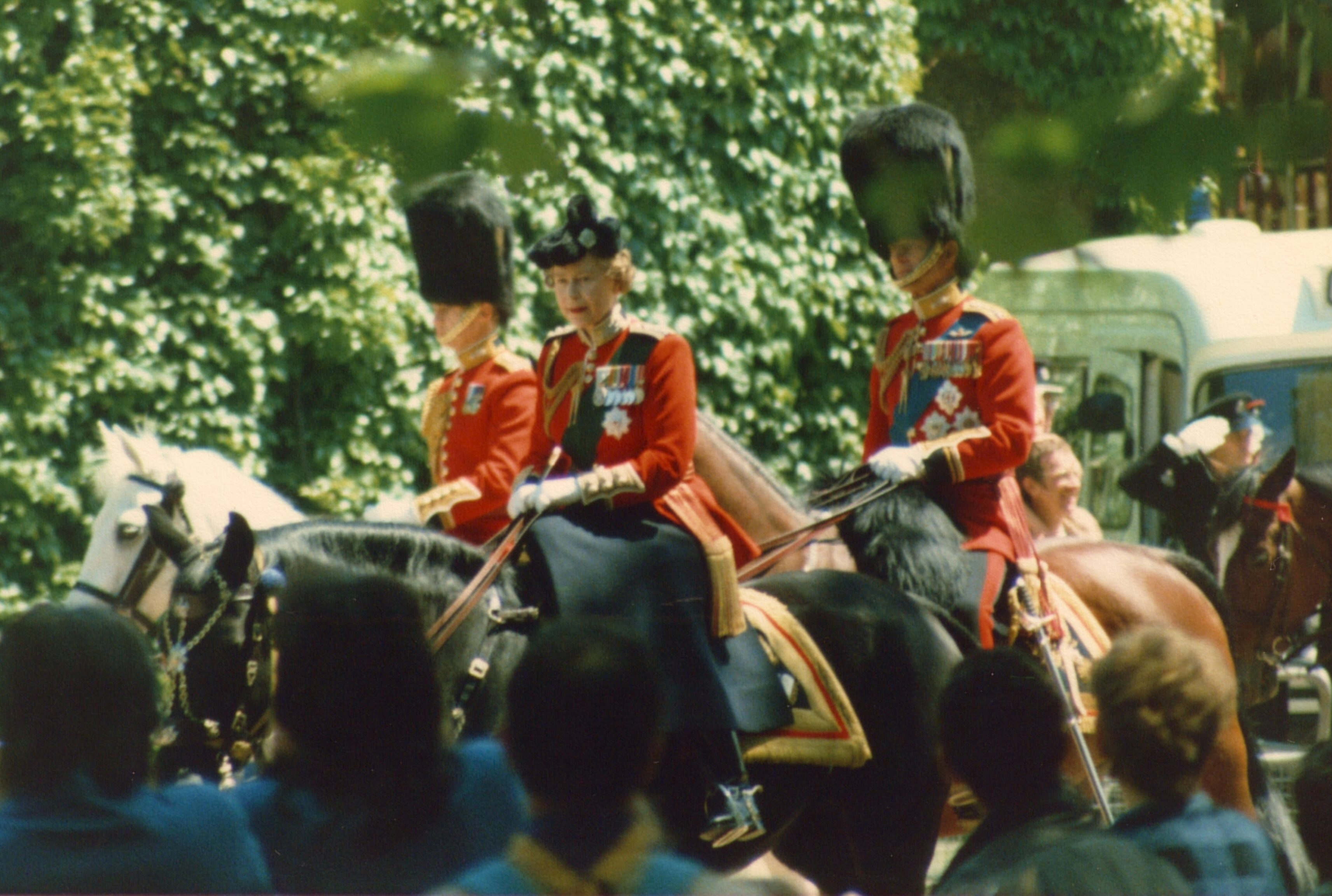
A rainha Isabel II cavalgando no Trooping the Colour pela última vez em 1986 em seu cavalo Burmese. Desde então, a soberana participou vindo em um carruagem fiacre.

No Reino Unido, o Trooping the Colour também era conhecido como a Parada de Aniversário da Rainha Isabel II" anualmente. O evento marca o aniversário oficial do Soberano desde 1748, e tem ocorrido anualmente, desde 1820 (exceto com mau tempo, nos períodos de luto e de outras circunstâncias excepcionais). Desde o reinado de Eduardo VII, o soberano tem tomada à saudação em sua pessoa. Foi Eduardo VII que mudou o Trooping the Colour de sua data para junho, devido aos caprichos do clima britânico.
O Trooping the Colour permite que a Household Division (ou seja, os Foot Guards (Guarda a Pé) e a Cavalaria), junto da Tropa do Rei paguem um tributo pessoal ao soberano com grande pompa e esplendor. Multidões ao longo do caminho e no St. James's Park se amontoam para ouvir a música executada por ambos os regimentos.
A anterior rainha Isabel II do Reino Unido participou do Trooping the Colour em cada ano de seu reinado, exceto quando impedida por uma greve de ferroviários em 1955. Em 1981, ela também sobreviveu ao disparo de seis tiros feitos por Marcus Sarjeant. A rainha Isabel II começou a andar de carruagem fiacre na parada 1987.
Em 2006, o 80.º aniversário da rainha reinante Isabel II do Reino Unido, foi marcado por um grande sobrevoo de 40 aviões liderados pelo Battle of Britain Memorial Flight.